# 大阪市立塚本小学校
大阪市立塚本小学校（おおさかしりつ つかもと しょうがっこう）は、大阪府大阪市淀川区塚本にある公立小学校。

## 沿革
1941年に大阪市立柏里国民学校（現在の大阪市立柏里小学校）の分校として、当時の西淀川区東塚本町（1943年区の境界変更により東淀川区塚本町）に設立されたことに始まる。
終戦直後の1946年、大阪市田川国民学校（現在の大阪市立田川小学校）の分校へ移管された。1949年に分離独立し、大阪市立塚本小学校として創立した。分校時代から開校当初にかけては別の場所に校舎があったが、1949年6月に現在地に移転している。

### 年表
- 1941年9月 - 大阪市柏里国民学校分校として設置。
- 1946年4月1日 - 大阪市田川国民学校分校へ移管。
- 1947年 - 学制改革により、大阪市立田川小学校分校と改称。
- 1949年4月 - 大阪市立塚本小学校として独立開校。
- 1949年6月 - 現在地に移転。
- 1966年 - 大阪市教育委員会から、算数科の研究校に指定される（1968年度まで）。
- 1978年 - 文部省から虫歯予防推進校に指定される。
- 1980年 - 養護学級を設置。

## 通学区域
- 大阪市淀川区 塚本1-4丁目の全域。
- 大阪市淀川区 塚本5丁目、6丁目の一部。

卒業生は大阪市立新北野中学校に進学する。

## 交通
- JR西日本 東海道本線（JR神戸線・JR宝塚線） 塚本駅北東約600m、徒歩約10分
- 阪急電鉄 十三駅 南西に約1.1km、徒歩約16分。
- 大阪シティバス 塚本小学校前バス停。